# Liste der Bodendenkmale in Utersum
In der Liste der Bodendenkmale in Utersum sind die Bodendenkmale der Gemeinde Utersum nach dem Stand der Bodendenkmalliste des Archäologischen Landesamts Schleswig-Holstein von 2016 aufgelistet. Die Baudenkmale sind in der Liste der Kulturdenkmale in Utersum aufgeführt.
| Denkmal-ID           | Befundart               | Bezeichnung             | Zeitstellung                 | Lage | Bemerkungen | Bild |
| -------------------- | ----------------------- | ----------------------- | ---------------------------- | ---- | ----------- | ---- |
| aKD-ALSH-Nr. 001 587 | Grabmal > Grabhügel     | Grabhügel               | Vor- und/oder Frühgeschichte |      |             |      |
| aKD-ALSH-Nr. 001 706 | Grabmal > Grabhügel     | Grabhügel               | Vor- und/oder Frühgeschichte |      |             |      |
| aKD-ALSH-Nr. 001 707 | Grabmal > Grabhügel     | Grabhügel               | Vor- und/oder Frühgeschichte |      |             |      |
| aKD-ALSH-Nr. 001 708 | Altacker                | Altacker (celtic field) |                              |      |             |      |
| aKD-ALSH-Nr. 001 709 | Grabmal > Grabhügel     | Grabhügel               | Vor- und/oder Frühgeschichte |      |             |      |
| aKD-ALSH-Nr. 001 710 | Grabmal > Grabhügel     | Grabhügel               | Vor- und/oder Frühgeschichte |      |             |      |
| aKD-ALSH-Nr. 001 711 | Grabmal > Grabhügel     | Grabhügel               | Vor- und/oder Frühgeschichte |      |             |      |
| aKD-ALSH-Nr. 001 712 | Grabmal > Großsteingrab | Steinkammer             | Neolithikum                  |      |             |      |
| aKD-ALSH-Nr. 001 713 | Altacker                | Altacker (celtic field) |                              |      |             |      |
| aKD-ALSH-Nr. 001 714 | Grabmal > Grabhügel     | Grabhügel               | Vor- und/oder Frühgeschichte |      |             |      |
| aKD-ALSH-Nr. 001 715 | Grabmal > Grabhügel     | Grabhügel               | Vor- und/oder Frühgeschichte |      |             |      |
| aKD-ALSH-Nr. 001 716 | Grabmal > Grabhügel     | Grabhügel               | Vor- und/oder Frühgeschichte |      |             |      |
| aKD-ALSH-Nr. 001 717 | Grabmal > Grabhügel     | Grabhügel               | Vor- und/oder Frühgeschichte |      |             |      |
| aKD-ALSH-Nr. 001 718 | Grabmal > Grabhügel     | Grabhügel               | Vor- und/oder Frühgeschichte |      |             |      |
| aKD-ALSH-Nr. 001 719 | Grabmal > Grabhügel     | Grabhügel               | Vor- und/oder Frühgeschichte |      |             |      |
| aKD-ALSH-Nr. 001 720 | Grabmal > Langbett      | Langbett/Steinreihe     | Neolithikum                  |      |             |      |
| aKD-ALSH-Nr. 001 721 | Grabmal > Langbett      | Langbett/Steinreihe     | Neolithikum                  |      |             |      |
| aKD-ALSH-Nr. 001 722 | Grabmal > Langbett      | Langbett/Steinreihe     | Neolithikum                  |      |             |      |
| aKD-ALSH-Nr. 001 723 | Grabmal > Grabhügel     | Grabhügel               | Vor- und/oder Frühgeschichte |      |             |      |
| aKD-ALSH-Nr. 001 724 | Grabmal > Grabhügel     | Grabhügel               | Vor- und/oder Frühgeschichte |      |             |      |